# Tage Hedqvist
Tage Gunnar Hedqvist, född 30 juni 1909 i Piteå landsförsamling i Norrbotten, död 1997 i Stockholm, var en svensk konstnär och museiman.

## Biografi
Tage Hedqvist var son till disponenten Emil Hedqvist och Elin Åström samt sonson till Carl Anton Hedqvist. Han tog studentexamen 1929 och utbildade sig på Otte Skölds målarskola i Stockholm. Han hade sin första utställning 1932 tillsammans med Lennart Gram och Curt Clemens och fick sitt genombrott under andra världskriget med utställningar i Svensk-franska konstgalleriet. Hedqvist präglades tidigt av det moderna franska måleriet och han inspirerades av Stockholms skärgård, Arild och övriga Kullabygden samt södra Frankrike. Han målade figurmotiv, landskap och marina motiv i olja.
I Stockholm utförde Hedqvist under några år scenografin för musikaler på Oscarsteatern och tillsammans med bland andra Sven Erixson och Stellan Mörner scenografin för Kar de Mumma-revyn på Södra teatern. Han deltog också i utställningar utomlands. Hedqvist hade separatutställningar i Stockholm, Oslo, Köpenhamn och Paris.
Hedqvist var intendent på Thielska Galleriet i Stockholm 1961–1977 och omskrevs då som den som väckte detta då slumrande törnrosaslott. Hedqvist var ledamot av Statens konstråd och ordförande i den svenska sektionen av Nordiska Konstförbundet. Hedqvist finns representerad vid Nationalmuseum i Stockholm. 
Tage Hedqvist var gift med modetecknaren Britta Hedqvist, född Dahl, samt far till Staffan Hedqvist och Tom Hedqvist.

## Representerad
- Nationalmuseum i Stockholm
- Moderna Museet i Stockholm
- Lunds konsthall i Lund
- Helsingborgs museer i Helsingborg
- Nasjonalgalleriet i Oslo

## Offentliga verk i urval
- Seglats, väggmålning, 1944, i dåvarande aulan, numera matsalen, i Äppelviksskolan i Bromma, tidigare Bromma kommunala flickskola[7]
- Al fresco-målning, Åhlén & Holm
- Målning i stucco lustro, 1949, Fagersta lasarett
- Dagen, triptyk, 1951, på kortvägg bakom podiet i tingssalen i tidigare tingshuset i Pajala tingshus[8]
- Väggmålning, 1953, i Haparanda tingshus[9]
- Dekorationer på M/S Kungsholm, 1953
- Dekoration, marmorintarsia, 1958, Svenska Handelsbankens huvudkontor i Stockholm
- Dekoration, mosaik, 1964, Svenska Handelsbanken  i Sundsvall
- Textil utsmyckning, 1969 i Nya Telehuset i Stockholm
- Dekoration, 1971, Hotell Gillet i Uppsala

## Teater

### Scenografi
| År   | Produktion             | Upphovsmän                                                                                           | Regi             | Teater        | Noter                                     |
| ---- | ---------------------- | --- | ---------------- | ------------- | ----------------------------------------- |
| 1949 | Annie get your gun     | Irving Berlin, Dorothy Fields och Herbert Fields Översättning Stig Bergendorff och Gösta Bernhard    | Sven Aage Larsen | Oscarsteatern | Scenografi tillsammans med Mille Peterson |
| 1951 | Blåjackor Boys in Blue | Lajos Lajtai och Lauri Wylie Översättning S.S. Wilson och Roland Levin                               | Sven Aage Larsen | Oscarsteatern | Scenografi tillsammans med Mille Peterson |
| 1952 | South Pacific          | Richard Rodgers, Oscar Hammerstein och Joshua Logan Översättning Stig Bergendorff och Gösta Bernhard | Sven Aage Larsen | Oscarsteatern | Scenografi                                |